# Snyder Pond (Pennsylvania)
Der Snyder Pond ist ein See im Wayne County im US-Bundesstaat Pennsylvania. Seinen Abfluss bildet der Hollister Creek. Der See befindet sich direkt neben  der State Route 1016. Er ist fünf Kilometer von der Grenze zum US-Bundesstaat New York und 4,6 Kilometer von Galilee entfernt. Nördlich des Sees befinden sich zwei kleinere Bruderseen. Seine Höhe über dem Meeresspiegel beträgt 394 Meter.